# Кингсбери, Ховард
Ховард Тейер Кингсбери младший (англ. Howard Thayer Kingsbury Jr.; 11 сентября 1904, Нью-Йорк, Нью-Йорк — 27 октября 1991, Ярмут-Порт, Массачусетс) — американский гребец, выступавший за сборную США по академической гребле в середине 1920-х годов. Чемпион летних Олимпийских игр в Париже в зачёте восьмёрок, победитель и призёр многих студенческих регат.

## Биография
Ховард Кингсбери родился 11 сентября 1904 года в Нью-Йорке, США.
Занимался академической греблей во время учёбы в Йельском университете в Нью-Хейвене, состоял в местной гребной команде «Йель Булдогс», неоднократно принимал участие в различных студенческих регатах.
Наивысшего успеха в гребле на международном уровне добился в сезоне 1924 года, когда, ещё будучи студентом университета, вошёл в основной состав американской национальной сборной и благодаря череде удачных выступлений удостоился права защищать честь страны на летних Олимпийских играх в Париже. В распашных восьмёрках с рулевым благополучно преодолел полуфинальную стадию и в решающем финальном заезде обошёл всех своих соперников, в том числе более чем на 15 секунд опередил ближайших преследователей из Канады — тем самым завоевал золотую олимпийскую медаль.
Окончив университет в 1926 году, некоторое время работал по специальности инженером в сфере гражданского строительства, однако вскоре оставил это занятие и поступил в Оксфордский университет. Впоследствии проявил себя как педагог.
Его сын Фред Кингсбери (1927—2011) так же окончил Йельский университет и тоже добился определённых успехов в академической гребле, бронзовый призёр летних Олимпийских игр в Лондоне.
Умер 27 октября 1991 года в поселении Ярмут-Порт, штат Массачусетс, в возрасте 87 лет.